# 瑞穂野村
瑞穂野村（みずほのむら）は栃木県の中部、河内郡に属していた村である。

## 地理
- 河川：鬼怒川

## 歴史
- 1889年（明治22年）4月1日 町村制施行により、下桑島村、上桑島村、西刑部村、東刑部村、平塚村、東木代村、桑島新田が合併し河内郡瑞穂野村が成立する。
- 1949年（昭和24年）4月1日 桑島新田の一部が芳賀郡清原村へ編入される。
- 1954年（昭和29年）10月1日 宇都宮市へ編入され消滅。

## 行政
- 瑞穂野村長

| 代 | 氏名       | 就任                      | 退任                       | 備考 |
| -- | ---------- | ------------------------- | -------------------------- | ---- |
| 1  | 鱒淵謙次郎 | 1889年（明治22年）4月1日  | 1890年（明治23年）4月30日  |      |
| 2  | 田崎平八郎 | 1890年（明治23年）5月1日  | 1890年（明治23年）9月30日  |      |
| 3  | 神尾軌勝   | 1890年（明治23年）10月1日 | 1891年（明治24年）6月30日  |      |
| 4  | 増淵杢三郎 | 1891年（明治24年）7月1日  | 1891年（明治24年）9月30日  |      |
| 5  | 鱒淵謙次郎 | 1891年（明治24年）10月1日 | 1892年（明治25年）4月30日  |      |
| 6  | 田崎平八郎 | 1892年（明治25年）5月1日  | 1894年（明治27年）7月31日  |      |
| 7  | 増淵杢三郎 | 1894年（明治27年）8月1日  | 1900年（明治33年）4月30日  |      |
| 8  | 渡辺喜代蔵 | 1900年（明治33年）5月1日  | 1902年（明治35年）4月30日  |      |
| 9  | 増淵杢三郎 | 1902年（明治35年）5月1日  | 1914年（大正3年）5月15日   |      |
| 10 | 渡辺喜代蔵 | 1914年（大正3年）5月16日  | 1916年（大正5年）9月1日    |      |
| 11 | 田崎郡四郎 | 1916年（大正5年）9月11日  | 1919年（大正8年）1月30日   |      |
| 12 | 鱒淵謙次郎 | 1919年（大正8年）2月25日  | 1927年（昭和2年）3月8日    |      |
| 13 | 鈴木昇平   | 1927年（昭和2年）3月9日   | 1945年（昭和20年）12月11日 |      |
| 14 | 早乙女早苗 | 1946年（昭和21年）1月15日 | 1946年（昭和21年）9月21日  |      |
| 15 | 坂井通晴   | 1946年（昭和21年）9月30日 | 1951（昭和26年）4月4日     |      |
| 16 | 小栗俊     | 1951年（昭和26年）4月23日 | 1954（昭和29年）9月30日    |      |

出典:『栃木県町村合併誌 第三巻上』, p. 152-153